# Stadtmuseum Güstrow

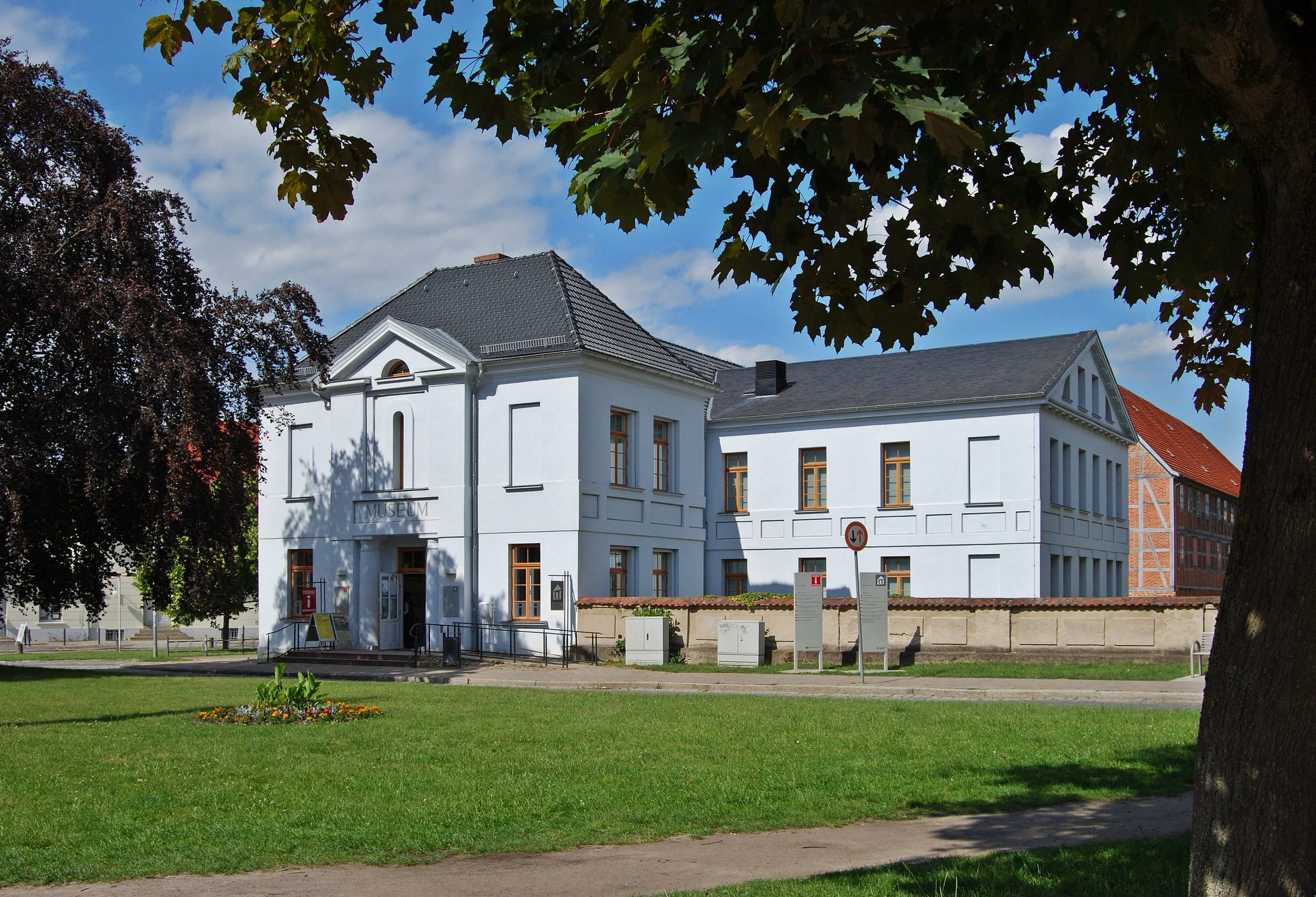
Stadtmuseum Güstrow

Das Stadtmuseum Güstrow befindet sich in der Stadt Güstrow, am Franz-Parr-Platz 10, in unmittelbarer Nähe zum Schloss Güstrow und dem Ernst-Barlach-Theater. Es zeigt die Geschichte der Stadt Güstrow von der Gründung im Hochmittelalter bis zum Ende des 20. Jahrhunderts.

## Geschichte des Museums
Im Jahr 1890 wurde unter dem Vorsitz des Bürgermeisters Otto Dahse (1839–1919) ein Kunst- und Altertumsverein gegründet, der sich um die Sammlung geeigneter Exponate für das geplante Museum bemühte. Am 30. April 1892 wurde das erste Museum im Billardsaal auf der Promenade auf dem Wall gegründet. Der erste Umzug erfolgte im Jahr 1910 in ein Haus am Domplatz 16. 1923 wurde das Museum geschlossen und die Exponate zunächst im Güstrower Schloss magaziniert. Im Jahr darauf erfolgte bereits die Wiedereröffnung im Haus Am Wall 2. Erstmals wurde neben der Dauerausstellung auch eine Sonderausstellung gezeigt. Im letzten Kriegsjahr 1945 wurde das Museum geräumt und die Sammlungen ausgelagert. Ab 1948 wurden die Bestände im "Haus der Kultur" am Annaplatz (heute Goetheplatz) aufbewahrt, bis sie 1953 in einem barocken Bürgerhaus am Franz-Parr-Platz 7 eingelagert wurden. Am 28. August 1958 konnte das Museum mit einer stadtgeschichtlichen Dauerausstellung wiedereröffnet werden. In den Folgejahren wurden weitere Aufgaben (Kreisbodendenkmalpflege von 1955 bis 1992, die Ernst-Barlach-Gedenkstätte als Außenstelle von 1955 bis 1969) an das Museum organisatorisch angegliedert und dieses so zu einer regionalen Forschungsstelle weiterentwickelt. Am 24. Juni 1978 wurde eine neu gestaltete stadtgeschichtliche Dauerausstellung anlässlich der 750-Jahr-Feier Güstrows präsentiert. Die letzte grundsätzliche Überarbeitung der Dauerausstellung mündete in einer Neueröffnung am 2. Oktober 2003 im Eckgebäude am Franz-Parr-Platz 10.

## Rundgang

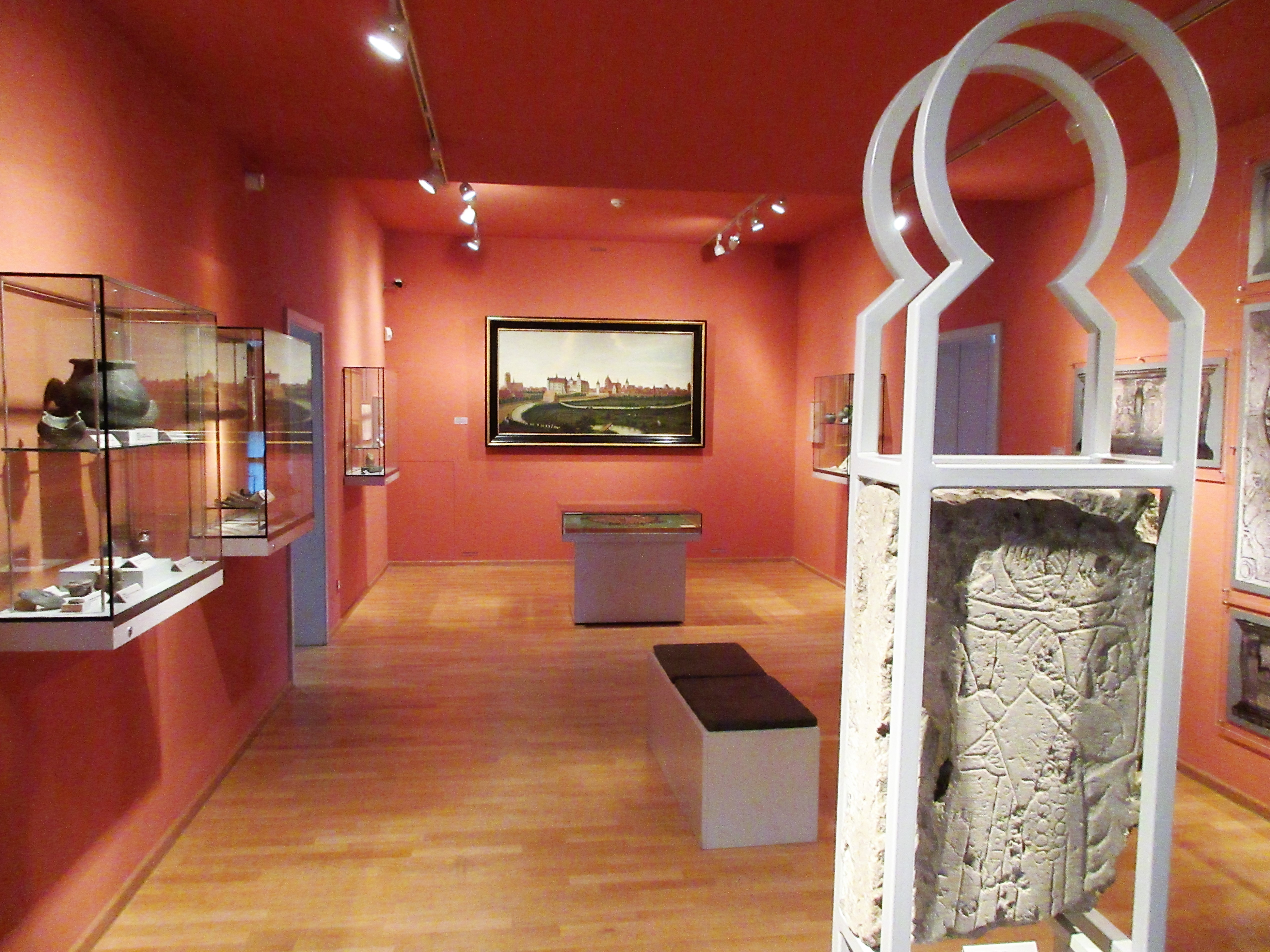
Saal 3, Stadtmuseum Güstrow

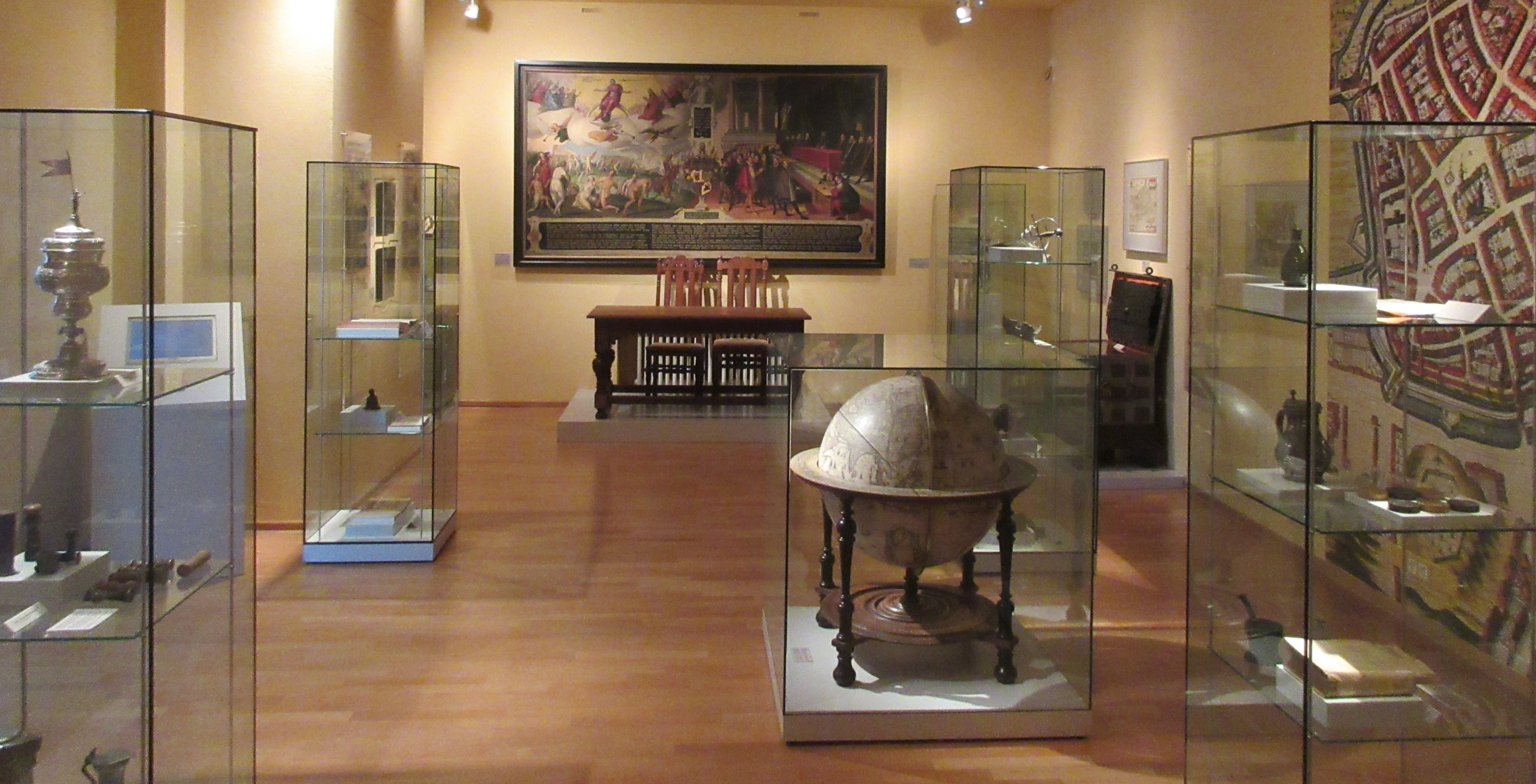
Saal 6, Stadtmuseum Güstrow

Nachdem man den Raum 1 durchschritten hat, empfiehlt es sich zunächst den zehnminütigen Einführungsfilm Güstrow und Europa im Erdgeschoss zu sehen. Sieben besonders wichtige Zeitpunkte werden darin für Güstrow vorgestellt: die Gründung des Doms im 13. Jahrhundert, der Beginn als Residenzstadt (ab 1555), 1628 der Einzugs Wallensteins im Schloss, die Verhandlungen von 1712 (Nordischer Krieg) unter Beteiligung des russischen Zaren Peter der Große und Augusts des Starken (Kurfürst von Sachsen und König von Polen) in Güstrow, das Jahr 1800 für den Güstrower Maler Georg Friedrich Kersting, 1908 als Barlach das erste Mal in Güstrow ist und ab 1910 hier seinen ständigen Wohnsitz nimmt, der Besuch des Bundeskanzlers Helmut Schmidt 1981 in Güstrow und die damit verbundenen Wirkungen auf die DDR-Politik.
- Erdgeschoss:
- Raum 1: Gemälde der Expressionisten Christian Rohlfs, Erich Heckel und Helmuth Macke.
- Raum 2: Das Fürstenhaus Werle und Güstrow
- Raum 3: Domkapitel und Dom als Missionszentrum
- Raum 4: Güstrow im Mittelalter
- Obergeschoss:
- Raum 5: Der Übergang vom Mittelalter zur Neuzeit
- Raum 6: Güstrow im 16. und 17. Jahrhundert
- Raum 7: Güstrow im 18. Jahrhundert
- Raum 8: Mecklenburgs Zentrum in den Befreiungskriegen 1813/14
- Raum 9: Georg Friedrich Kersting (1785–1847), Maler, Lützower Jäger (Apoll mit den Stunden)
- Raum 10: das klassizistische Stadtbild Güstrows
- Raum 11: Kunst und Kultur Güstrows im 19. Jahrhundert
- Raum 12: John Brinckman (1814–1870), niederdeutscher Schriftsteller
- Raum 13: Güstrow als Wirtschaftsstandort im 19. Jahrhundert
- Raum 14: Ernst Barlach (1870–1938) in Güstrow
- Raum 15: Güstrow im 20. Jahrhundert
- Raum 16: Otto Vermehren (1861–1917)